# Robot'n'Roll (album)
Robot'n'Roll er titlen på det 23. studiealbum fra det danske rockband Gnags. Det udkom den 12. april 2019 hos Sony Music.

## Spor
1. "Når Robotterne Kommer" (3:19)
2. "Guldkaret" (3:32)
3. "Syndflod Af Plastik" (3:19)
4. "Kærlighed Og Luftballoner" (3:36)
5. "Gnags Dancing" (3:05)
6. "Berømmelse" (3:45)
7. "Dagen Var Fuld Af Forventning" (3:23)
8. "Fremtidens By" (2:41)
9. "Sand I Mine Lommer" (3:15)
10. "De Berømte Sidste Ord" (3:44)